# Porto Vitória FC
Porto Vitória FC is een Braziliaanse voetbalclub uit de Braziliaanse stad Vitória, de hoofdstad van de staat  Espírito Santo. 

## Geschiedenis
De club werd opgericht in 2014 en speelde aanvankelijk amateurvoetbal. In 2021 werden ze een profclub en namen deel aan de Série B van de staatscompetitie. Na een middelmatig eerste seizoen kon de club in 2022 de titelfinale bereiken. Hoewel ze verloren van Atlético Itapemirim promoveerden ze zo wel naar de Série A. In het eerste seizoen bij de elite eindigde de club in de eerste fase samen met stadsrivaal Vitória eerste en verloor in de halve finale om de titel van Real Noroeste. Ook in 2024 was de halve finale het eindstadium. Deze keer werden ze uitgeschakeld door Rio Branco. Later dat jaar won de club wel de staatsbeker waardoor ze in 2025 mogen aantreden in de nationale Série D. 

## Erelijst
Copa Espírito Santo
2024